# Округ Лабет (Канзас)
Округ Лабет (енгл. Labette County) је округ у америчкој савезној држави Канзас. По попису из 2010. године број становника је 21.607. Седиште округа је град Освиго.

## Демографија
Према попису становништва из 2010. у округу је живело 21.607 становника, што је 1.228 (5,4%) становника мање него 2000. године.
| Група             | 2000.          | 2010.          |
| Белци             | 20.043 (87,8%) | 18.467 (85,5%) |
| Афроамериканци    | 1.064 (4,7%)   | 1.008 (4,7%)   |
| Азијати           | 73 (0,3%)      | 77 (0,4%)      |
| Хиспаноамериканци | 700 (3,1%)     | 875 (4,0%)     |
| Укупно            | 22.835         | 21.607         |